# 斐迪南·拉萨尔
斐迪南·拉萨尔（德語：Ferdinand Lassalle，1825年4月11日—1864年8月31日）是一位德意志犹太人法理学家、哲学家、社会主义者、政治活动家法学家，因积极参与德意志工人运动而知名。1863年5月23日，斐迪南·拉萨尔于在萨克森王国莱比锡建立了德意志境内最早的工人政党全德工人联合会，创造了“守夜人国家”和“工资铁律”两个词语。他的政治思想被称为拉萨尔主义。1864年，为争夺配偶死于一场决斗。